# ヘルミーナ・ティールロヴァー
ヘルミーナ・ティールロヴァー（チェコ語: Hermína Týrlová、1900年12月11日 - 1993年5月3日）は、チェコスロバキア（チェコ）のアニメーション監督。製靴会社のバチャによってズリーンに設立された撮影スタジオを主な拠点として、カレル・ゼマンと並ぶアニメーション監督として活躍した。

## 生涯
1900年にブジェゾヴェー・ホリで生まれる。
アニメーション制作を開始する前、ティールロヴァーはプラハのウラニア劇場でバレエ、歌謡などに携わった。夫であるカレル・ドダルのコマーシャル・フィルム制作を手伝ったことがきっかけで映画の制作に関わるようになる。1926年にドダルとティールロヴァーが完成させた『恋する河童』は、チェコ初のアニメーション作品とされている。後にティールロヴァーはドダルと離婚し、彼の再婚相手であるイレナが設立したイレ・フィルムで映画の制作を行った。コマーシャル・フィルムの制作を行う中で、実験的な映像の制作を通してアニメーションに関心を抱くようになった。
ナチス・ドイツのチェコスロバキア侵攻を前にしてドダルは国外に退去し、1939年にナチス・ドイツによってプラハが占領されるとアニメーション制作は困難をきたし、精神的に追い込まれたティールロヴァーは一時的にアニメーションの制作から離れた。だが、ロシアのアニメーション映画『新ガリヴァー』はティールロヴァーを強く惹きつけ、ティールロヴァーはアニメーション制作を再開する。ズリーンのスタジオのラヂスラフ・コルダはプラハを訪れた時、ティールロヴァーが使っていたアリの人形に目をとめ、ズリーンのスタジオでの制作を勧めた。1941年からティールロヴァーはズリーンに移り、ズリーンでの人形や脚本の見直しを経て1942年に完成した『アリのフェルダ』はチェコ最初のアニメーション作品と言われることもある。第二次世界大戦が激化する中でも制作は続けられ、戦後間もない時期に公開された『おもちゃの反乱』はヴェネツィア国際映画祭で子供向け部門のグランプリを獲得した。
1980年代まで、ティールロヴァーは子供向けのアニメーション作品の制作を続けた。1993年にズリーンで没した。

## 作風
ティールロヴァーの作品は、子供を意識したものだと言われている。作品の対象となる子供へのアプローチについて、ティールロヴァーは「子供のための映画を作ろうとしている」のではなく、「子供に近づくために」子供の映画を作っていると解釈されている
。ティールロヴァーの作品には木綿の糸、布きれ、毛糸玉、フェルト、編み物といった子供になじみの深い素材が素朴な形で使われ、空想の世界が表現されている。ティールロヴァーの作品についてそれぞれ異なる見解を持つ批評家たちも、素材の使用法の独創性に対しては一致して高い評価を与えている。
短い時間で観客の注意を惹きつけるため、商品を魅力的に見せ、音楽をより印象付けるコマーシャル・フィルムを制作した経験が、ティールロヴァーの作品に大きな影響を与えている。また、作品の中には彼女の幼少期の体験やバレエの経験も生かされている。ティールロヴァーは本格的な美術・絵画の教育を受けておらず、自分の中のイメージを独力で具現化することは不得手だった。

## 主な作品
- 『アリのフェルダ（Ferda Mravenec）』（1942年）
- 『おもちゃの反乱（Vzpoura hraček）』（1946年）
- 『仲間はずれの人形（Nepovedený panáček）』（1951年）
- 『結んだハンカチ（Uzel na kapesníku）』（1958年）
- 『二つの毛糸玉（Dvě klubíčka）』（1962年）
- 『毛糸のお話（Vlněná pohádka）』（1964年）
- 『雪だるま（Snehulák）』（1966年）
- 『ベツレヘムの星（Hvězda Betlémská）』（1969年）